# El productor de espectáculos
El productor de espectáculos es una película filmada en colores de Argentina dirigida por Martín Maisler que se produjo en  1977 y que no llegó a terminarse. Tuvo como protagonistas a Camila Perissé, Cecilia Cenci, Luis Cordara y  Gene Perla.
El filme semidocumental trataba de la vida y motivaciones de un productor de espectáculos. Antes de determinarse el reparto se filmaron algunas escenas de la presentación del grupo de Jazz Rock “Stone Alliance” en Buenos Aires. Despiès se detuvo el rodaje y finalmente se lo abandonò en forma definitiva al partir el director para radicarse en Europa.

## Reparto
- Camila Perissé
- Cecilia Cenci
- Luis Cordara
- Gene Perla
- Don Alias
- Steve Grossman